# Portillo de Toledo
Portillo de Toledo är en ort och kommun i provinsen Toledo i den autonoma regionen Kastilien-La Mancha i centrala Spanien. Orten ligger cirka 29 kilometer nordväst om Toledo. Kommunen har 2 346 invånare (2024), på en yta av 19,95 km².